# ذفرة إصبعية
ذفرة إصبعية (الاسم العلمي:Cleome digitata) هي نوع غير مؤكد من النباتات تتبع جنس الذفرة من الفصيلة الذفرية.